# Helochares mundus
Helochares mundus är en skalbaggsart som först beskrevs av Sharp 1882.  Helochares mundus ingår i släktet Helochares och familjen palpbaggar. Inga underarter finns listade i Catalogue of Life.